# ويليام كرامر (عالم أمراض)
ويليام كرامر (بالألمانية: William Cramer)‏ هو عالم أمراض ألماني، ولد في 2 يونيو 1878 في ألمانيا، وتوفي في 10 أغسطس 1945 في دنفر في الولايات المتحدة.